# Culasi
Culasi is een gemeente in de Filipijnse provincie Antique en ligt grotendeels op het eiland Panay. Bij de laatste census in 2007 had de gemeente ruim 37 duizend inwoners.

## Geografie

### Topografie en landschap
In het oosten van de gemeente ligt Mount Madiaas. Deze bergtop is met 2117 de hoogste berg van Panay en de op twee na hoogste van de Visayas.

### Bestuurlijke indeling
Culasi is onderverdeeld in de volgende 44 barangays:
| - Alojipan - Bagacay - Balac-balac - Magsaysay (Balua) - Batbatan Island - Batonan Norte - Batonan Sur - Bita - Bitadton Norte - Bitadton Sur - Buenavista - Buhi - Camancijan - Caridad - Carit-an | - Centro Poblacion - Centro Norte - Centro Sur - Condes - Esperanza - Fe - Flores - Jalandoni - Janlagasi - Lamputong - Lipata - Malacañang - Malalison Island - Maniguin - Naba | - Osorio - Paningayan - Salde - San Antonio - San Gregorio - San Juan - San Luis - San Pascual - San Vicente - Simbola - Tigbobolo - Tinabusan - Tomao - Valderama |

## Demografie
Culasi had bij de census van 2007 een inwoneraantal van 37.100 mensen. Dit zijn 4.102 mensen (12,4%) meer dan bij de vorige census van 2000. De gemiddelde jaarlijkse groei komt daarmee uit op 1,63%, hetgeen lager is dan het landelijk jaarlijks gemiddelde over deze periode (2,04%).